# Estadio Bicentenario de La Florida
El Estadio Bicentenario de La Florida es un recinto deportivo ubicado en la comuna de La Florida, en la ciudad de Santiago, Chile. Fue inaugurado en 1986 y remodelado completamente en 2008, y su equipo titular es Audax Italiano, de la Primera División. Si bien el estadio es propiedad de la Ilustre Municipalidad de La Florida, este fue entregado en comodato al club itálico el año 2005. Posee una superficie de pasto sintético de 10 513 m² que cumple con todos los estándares exigidos por la FIFA, lo que permite que se puedan jugar partidos internacionales. Cuenta además con iluminación artificial, cancha de futbolito para entrenamiento, camerinos, baños, oficinas y estacionamientos.
Fue designado por la FIFA para ser sede de la Copa Mundial Femenina de Fútbol Sub-20 de 2008, donde se disputó la final del torneo. Además de ser la sede de Audax Italiano, en 1995 fue escenario de la final a partido único de Tercera División, entre Magallanes y General Velásquez. 
Junto con albergar eventos deportivos, el estadio también ha sido escenario de eventos musicales de alta convocatoria.
Fue la sede de la ceremonia de clausura de los Juegos Panamericanos de 2023, el 5 de noviembre.

## Remodelación
El recinto fue sometido a una total remodelación, la que consistió en la demolición del antiguo estadio y a la construcción de uno totalmente nuevo; al ser este escogido como una de las cuatro sedes de la Copa Mundial Femenina de Fútbol Sub-20 de 2008, que se realizó en Chile entre el 19 de noviembre y el 7 de diciembre de 2008. El proyecto presentado por la firma Judson & Olivos Arquitectos tiene una estructura de acero, hormigón y poliéster. El nuevo estadio tuvo una inversión de $ 11.804.156.704, o bien, US$ 25.148.911 El aforo fue aumentado a 12.000 espectadores sentados, y su estética lo integra al barrio que lo rodea; añadiéndose accesos abiertos, plazas alrededor del estadio y zonas de encuentro fueron construidos. Asimismo, el estadio tiene estacionamientos subterráneos, convirtiéndolo a la fecha de su remodelación en el estadio más moderno de Santiago. Sólo se conservó la cancha de pasto sintético, al cumplir esta con los estándares FIFA.
La capacidad se distribuye en 4 tribunas (Norte, Sur, Andes y Pacífico). En la tribuna Pacífico se ubica el edificio principal que es una estructura de 4 pisos, dejando el primero libre para facilitar la circulación, evacuación y seguridad de los espectadores. El cuarto piso cuenta con 12 salas de transmisión de radio, 2 de televisión, salas de CCTV y un área VIP con comedor y baños. El techo posee un sistema de membranas tensadas estructuradas que cubre el 60% de las tribunas.

## Acceso
Está ubicado en la comuna de La Florida, en calle Enrique Olivares 1003, a la altura del paradero 19 de las avenidas Vicuña Mackenna y La Florida. El recinto deportivo se encuentra enmarcado dentro del servicio alimentador de la Zona E del Transantiago. Las estaciones del Metro de Santiago más cercanas al estadio son Rojas Magallanes y Trinidad, ambas pertenecientes a la Línea 4. Los recorridos del Transantiago que llegan de forma directa son el E14, E10. Los recorridos troncales más cercanos son los 210 y 213e por Avenida Vicuña Mackenna y los 102, 104, 114, 124 y 712 por Avenida La Florida.

## Galería

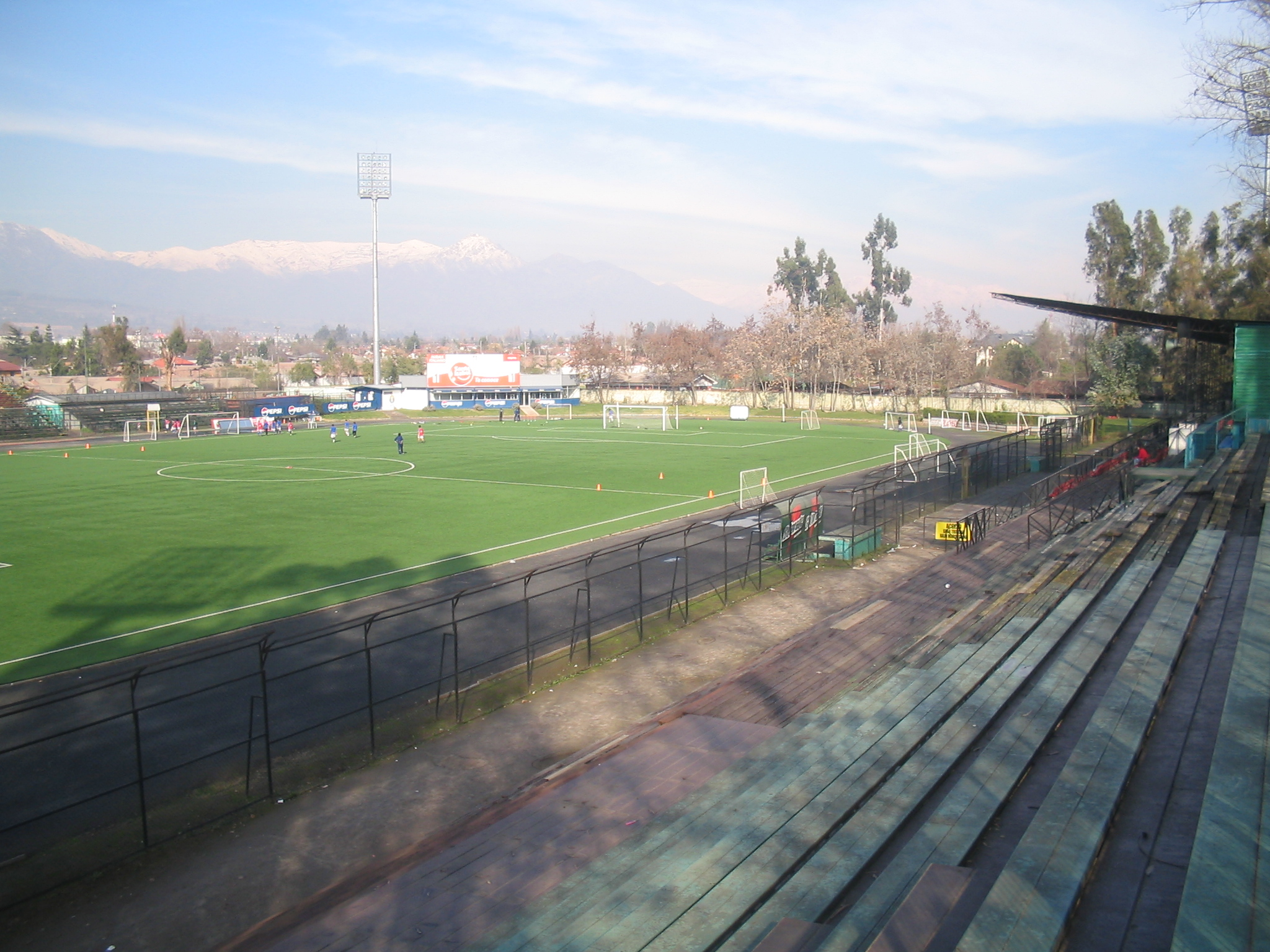
Antes de su remodelacion.
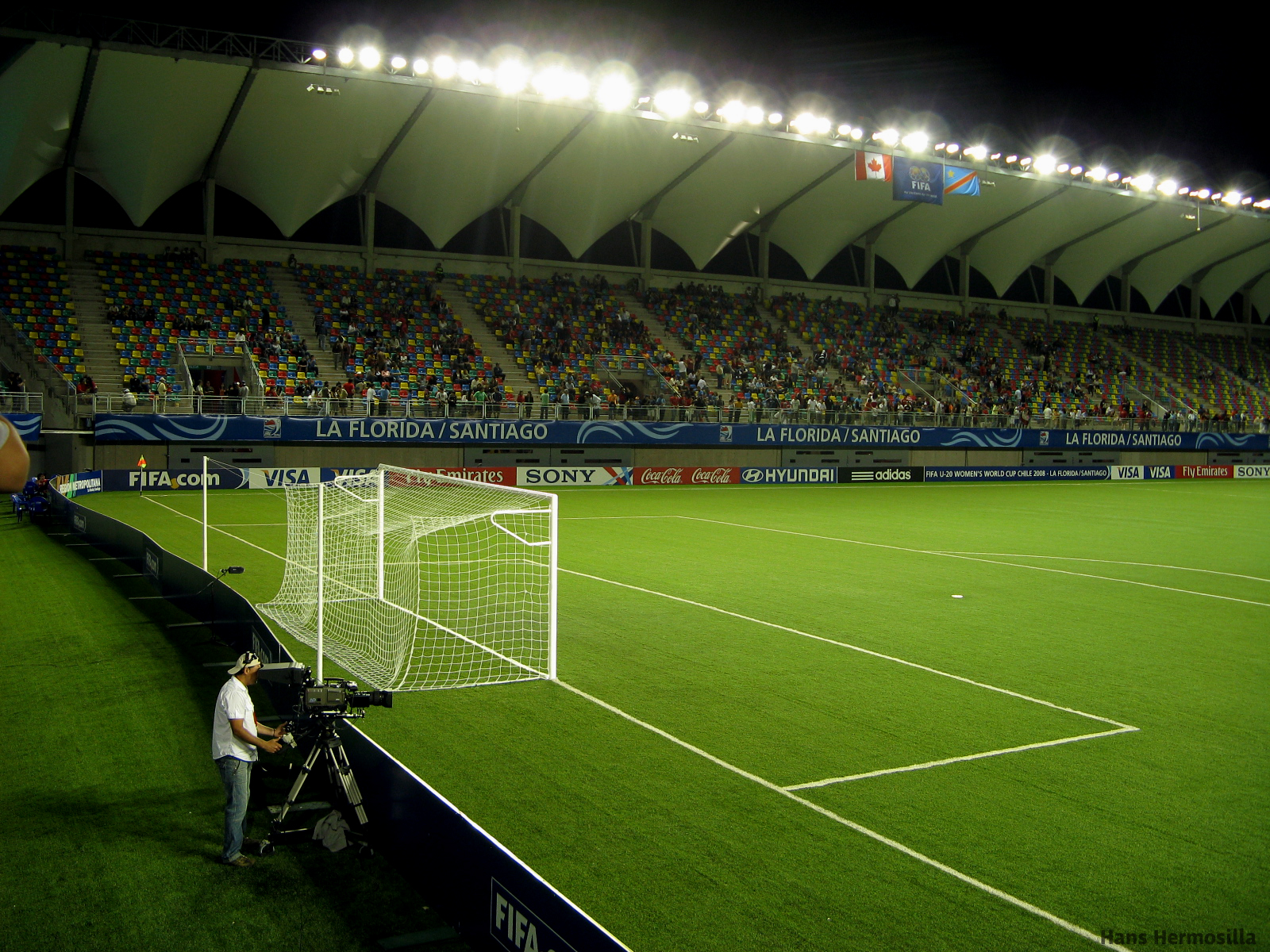
Vista hacia, los sectores Andes y Galería Norte.
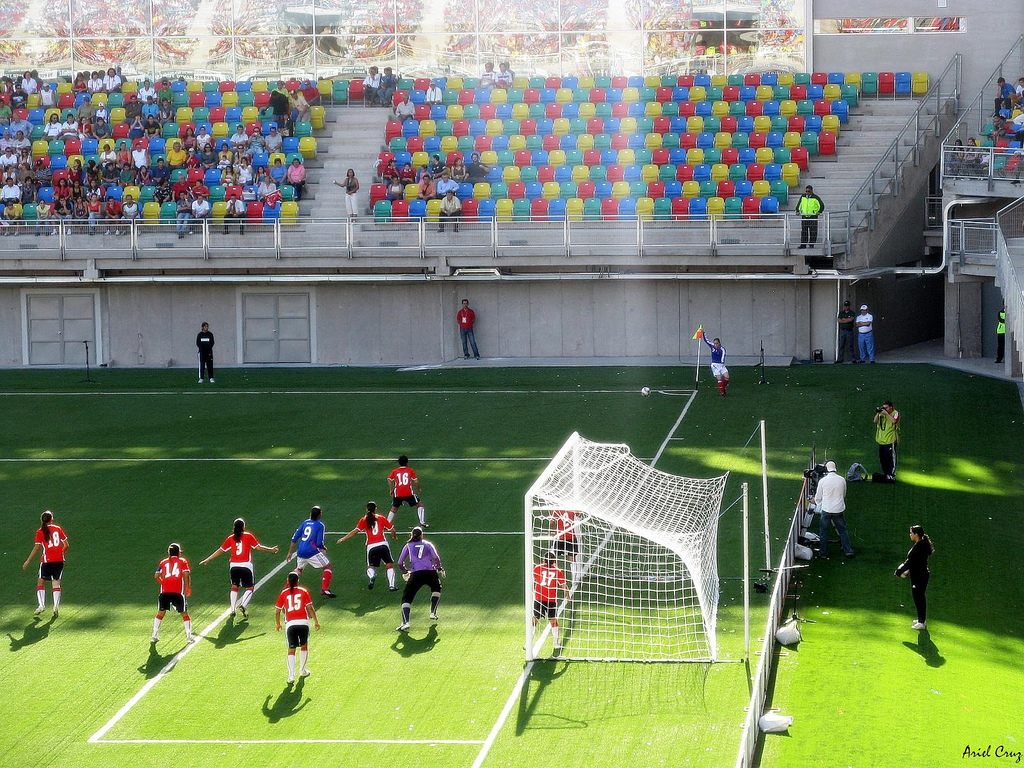
El estadio durante la Copa Mundial Femenina de Fútbol Sub-20 de 2008
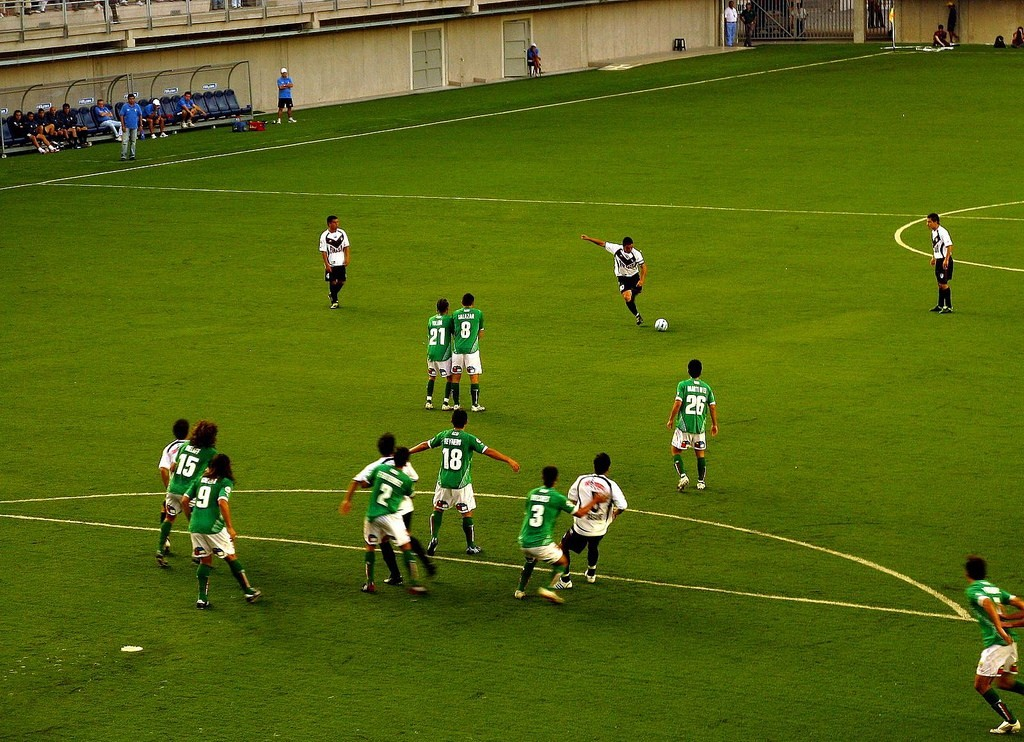
Audax Italiano v/s Santiago Morning. (2009)
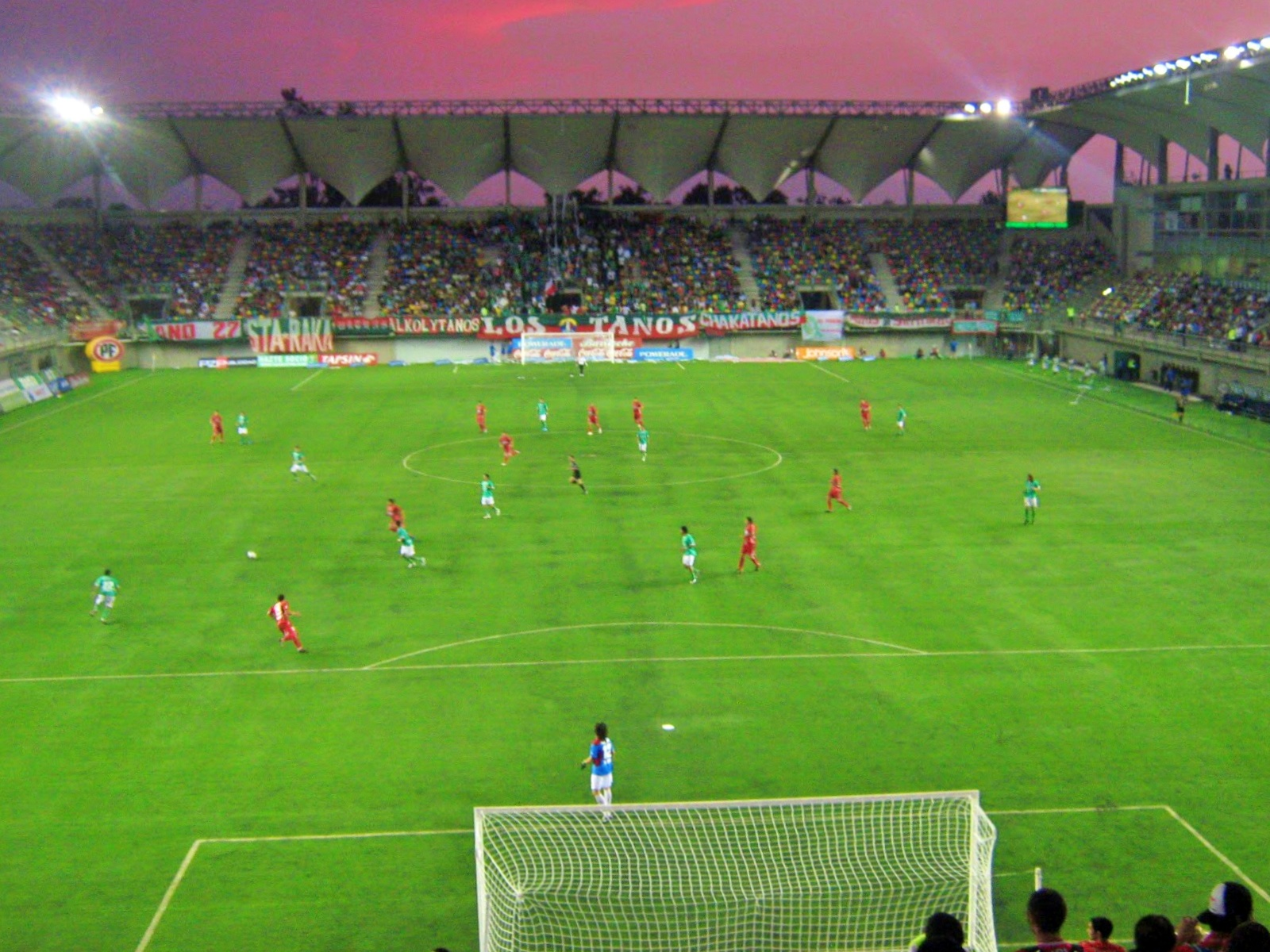
Audax Italiano v/s Ñublense (2010)
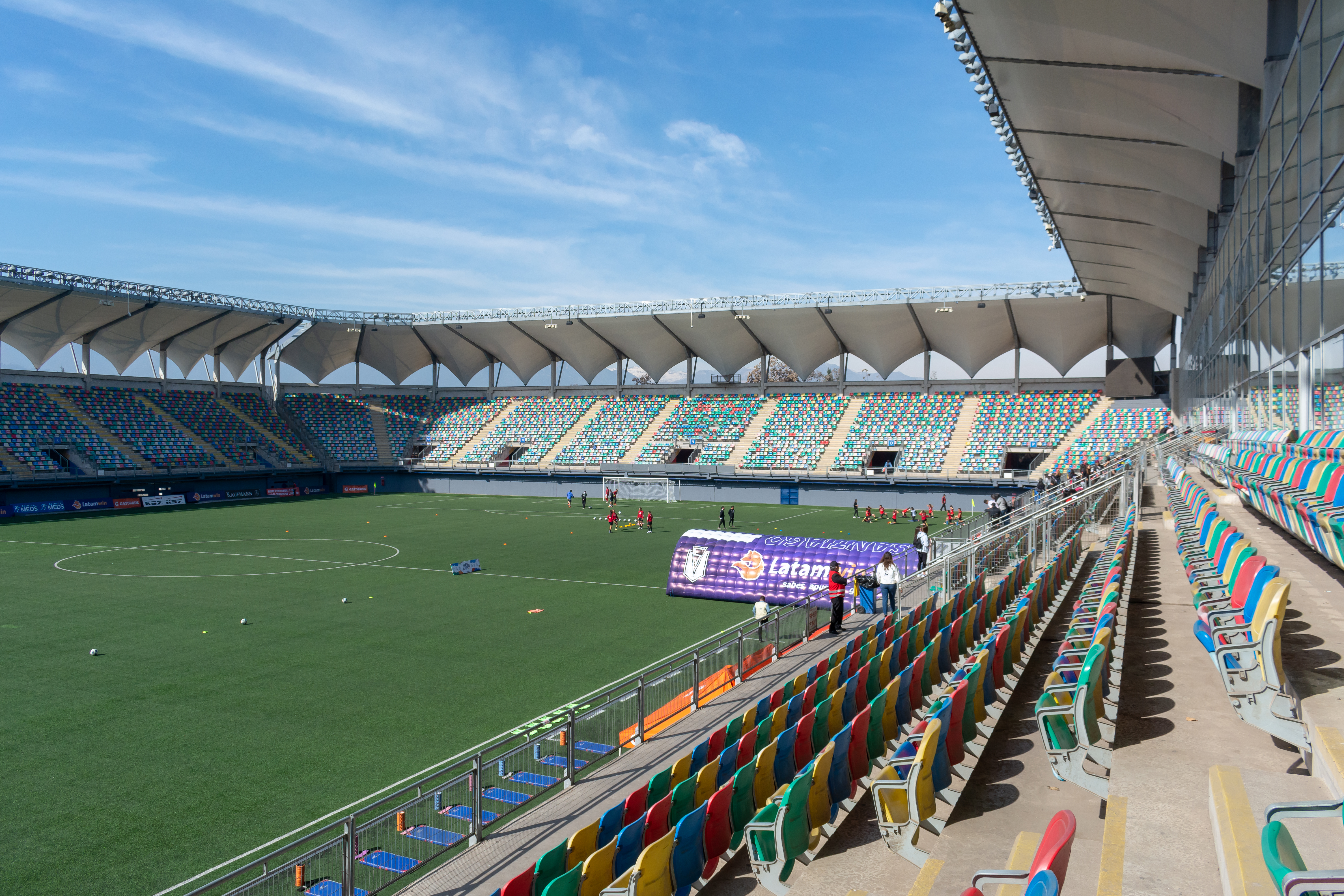
Santiago Morning v/s Colo-Colo - Fútbol femenino. (2023)
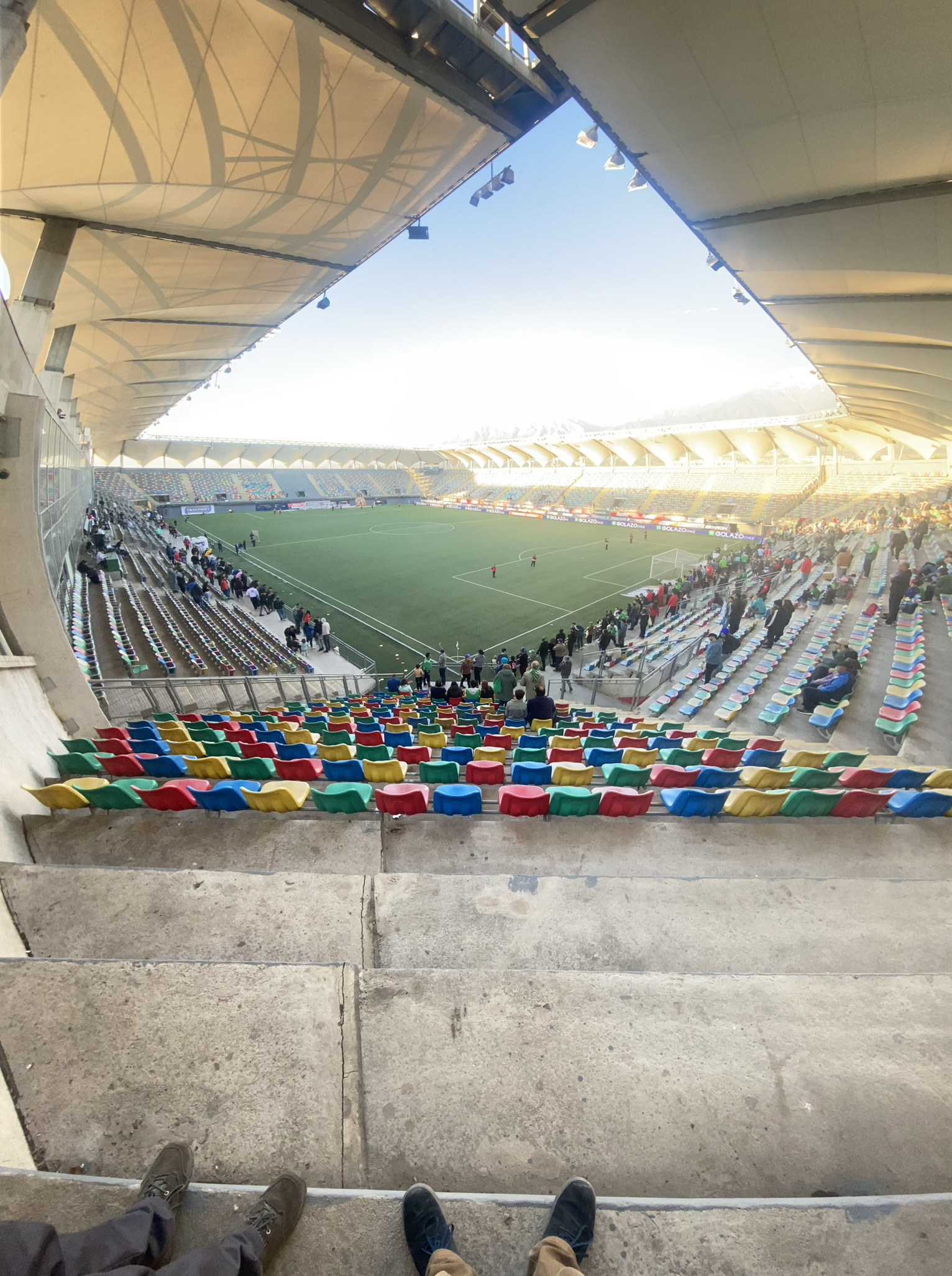
Audax Italiano v/s Coquimbo Unido. (2023)
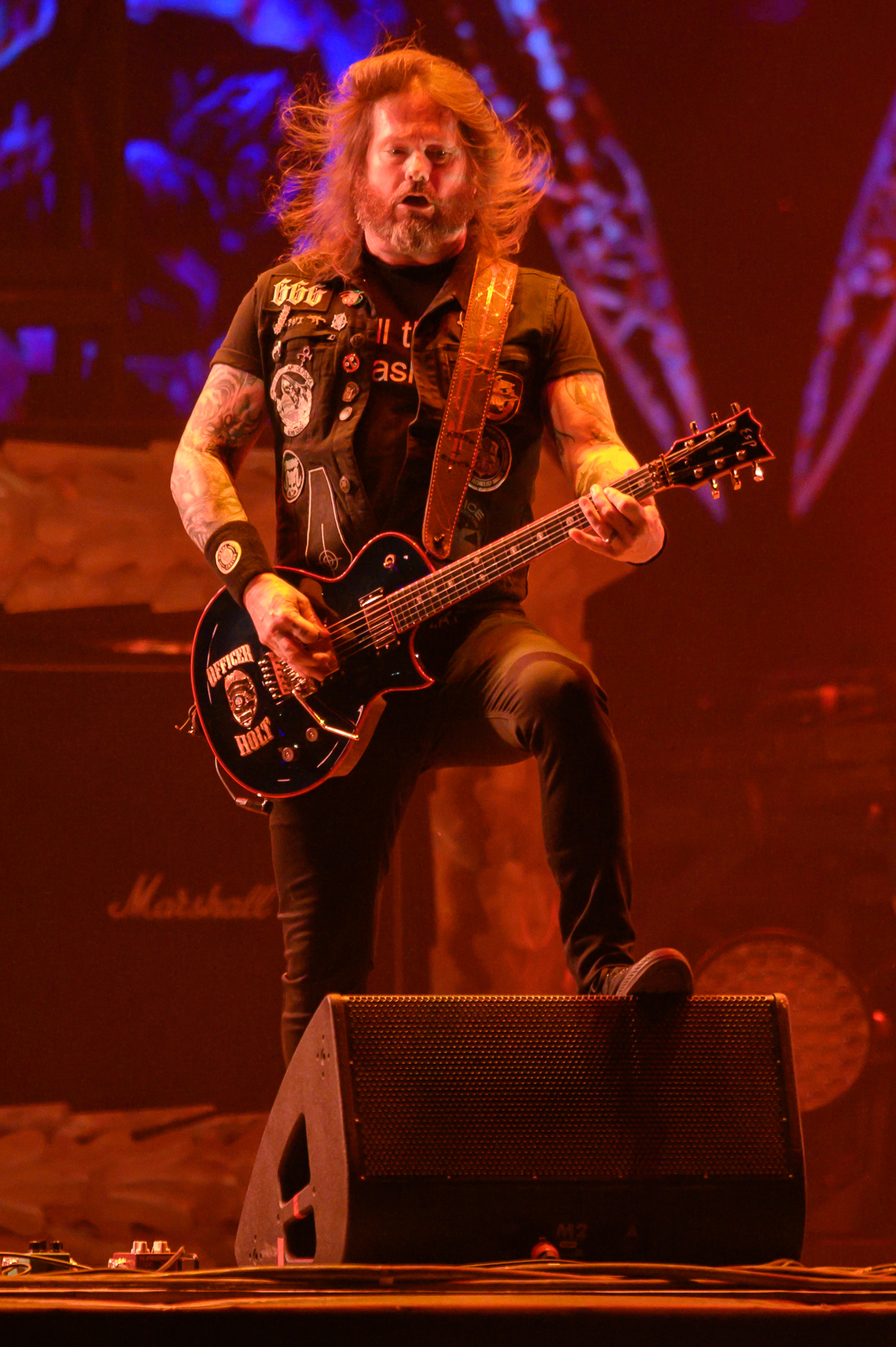
Slayer. (2019)
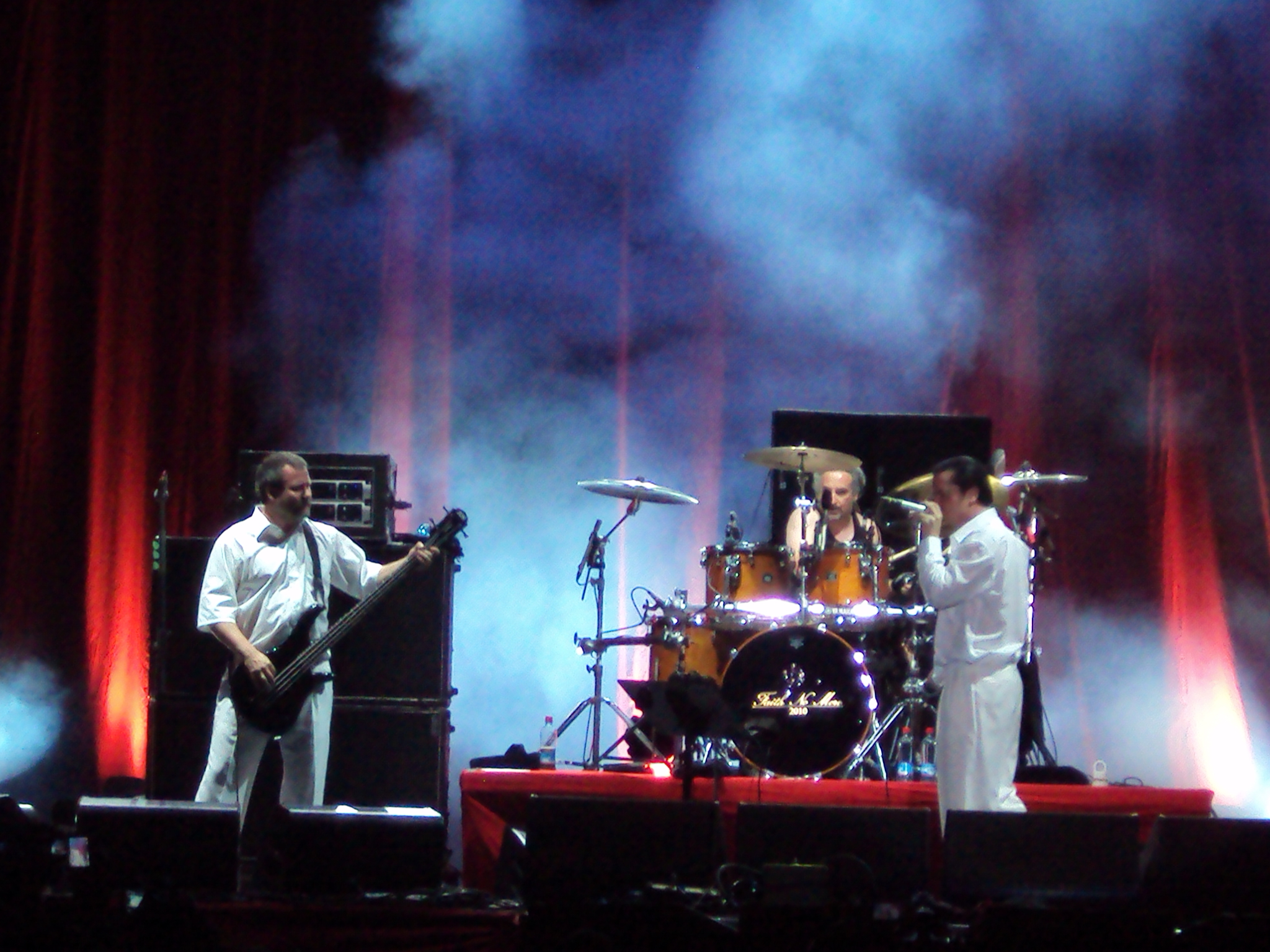
Faith No More. (2010)
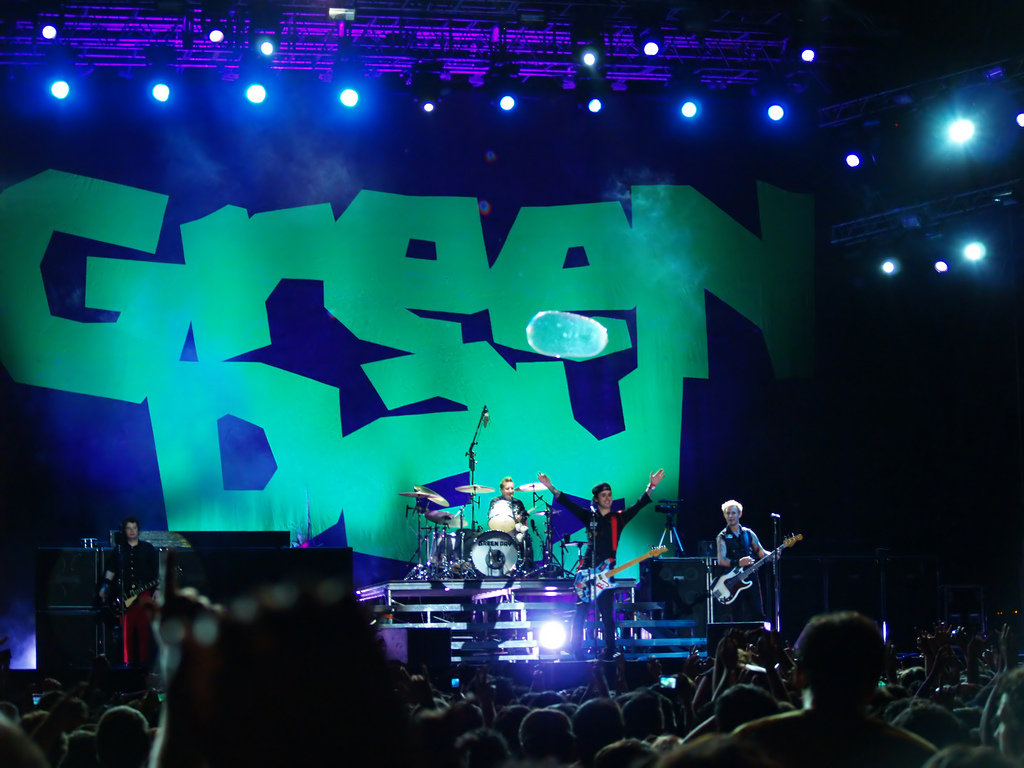
Green Day. (2010)
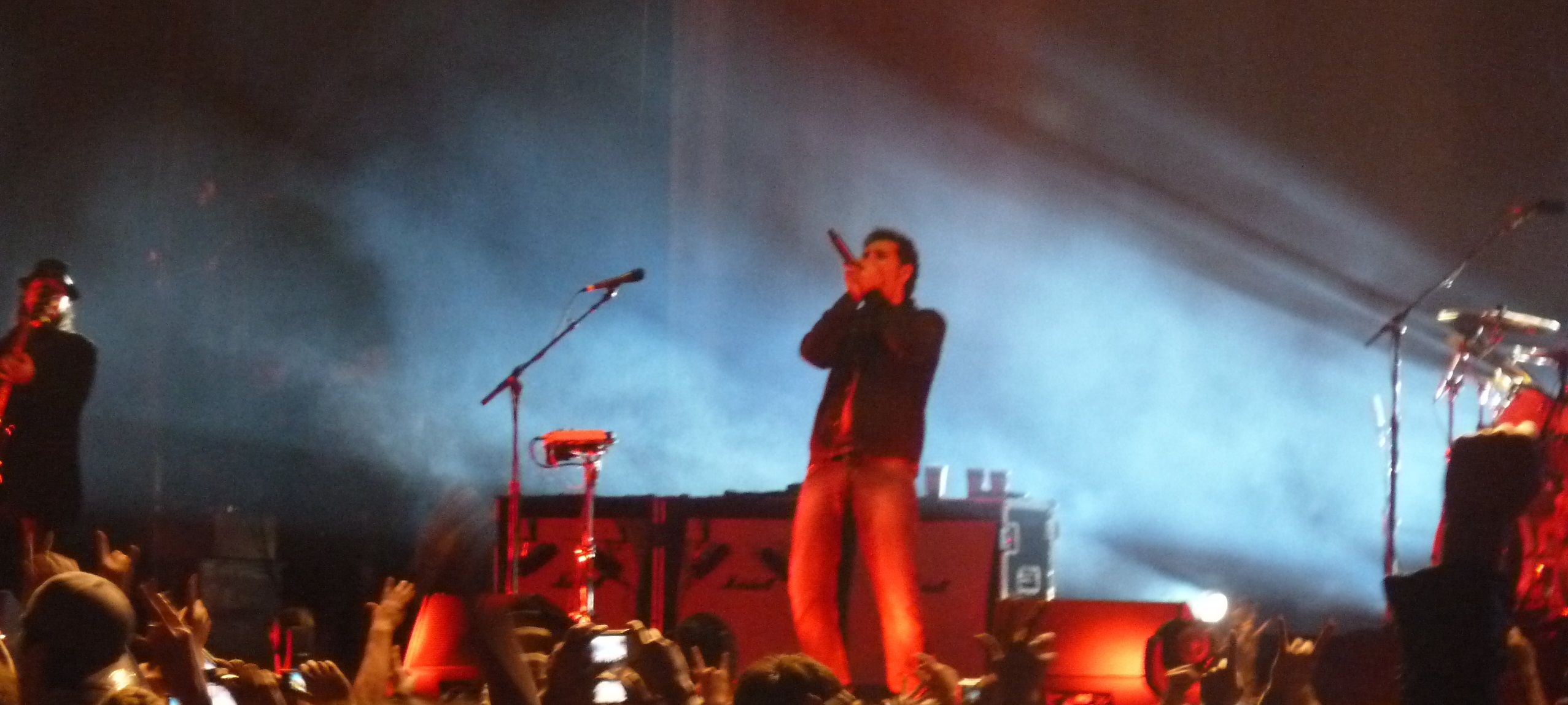
System of a Down. (2011)
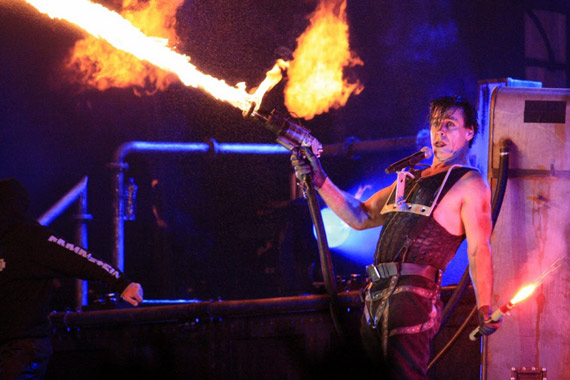
Rammstein. (2010)
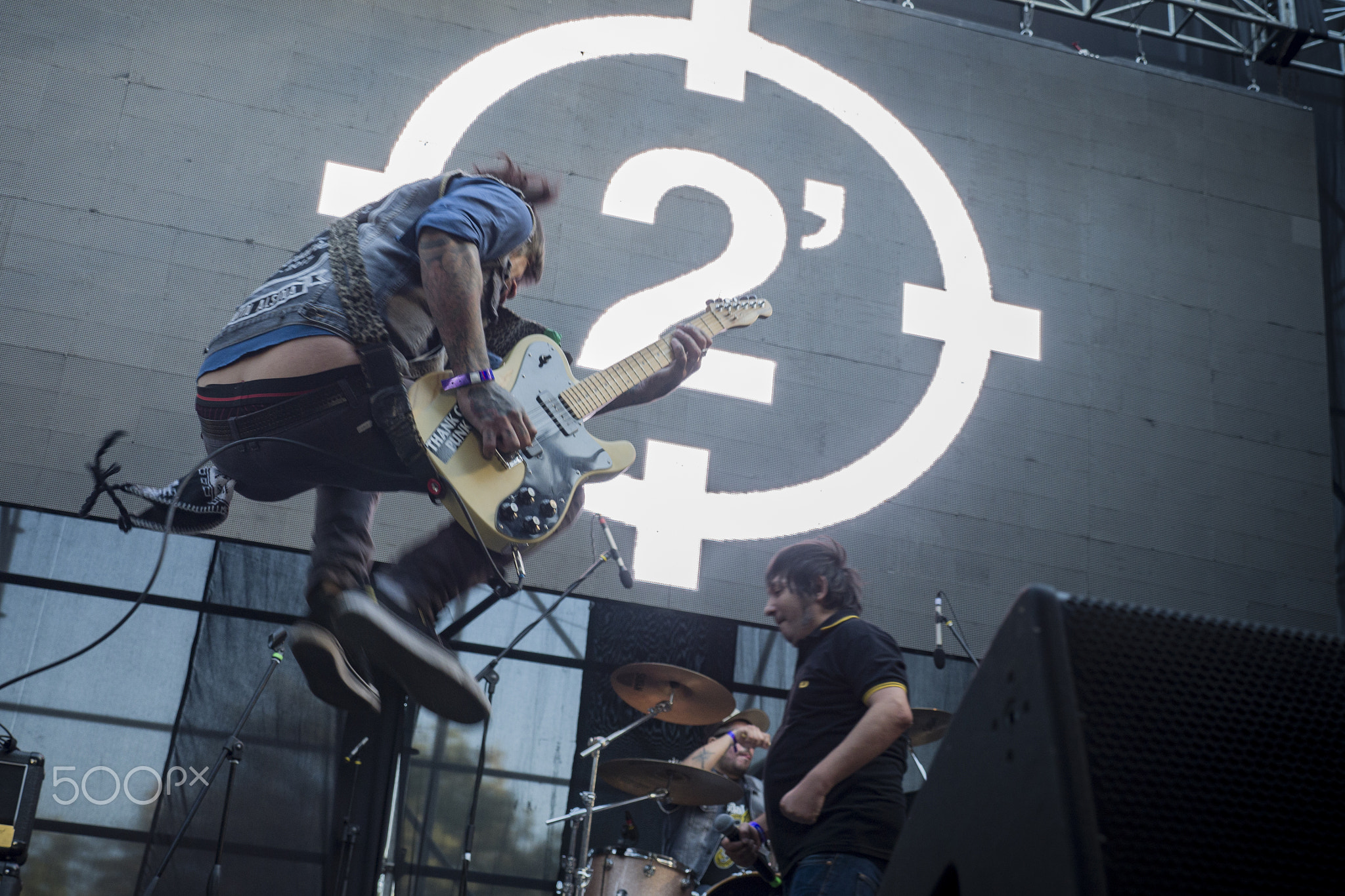
Frontera Festival. (2017)

## Datos
Mayor cantidad de goles hecha durante un partido de fútbol profesional masculino en este estadio:
| Primera División 2010, 1.ª Fecha; 25 de enero de 2010 | Audax Italiano                                               | 5:6 (2:3) | Ñublense                                                                   |                               |                               |
| 20:00 (CLST)                                          | Pinto 2' · Olivi 31', 71' (pen.) · Medel 48' · Garrido 90+2' | Reporte   | Rodríguez 11', 22' · Malandra 25' · González 58' · Muñoz 90' · Núñez 90+1' | Árbitro(s): Francisco Caamaño | Árbitro(s): Francisco Caamaño |

## Conciertos
La remodelación, y ampliación del recinto, sirvió para que el estadio se convirtiera en sede de conciertos de alta convocatoria; los cuales son los siguientes:
| Fecha                       | Artista o banda                                                        | Notas |
| --------------------------- | ---------------------------------------------------------------------- | --- |
| 3 de abril de 2009          | Kiss                                                                   | Festival Pepsi Music Kiss Alive/35 World Tour |
| 12 de julio de 2009         | Daddy Yankee Eloy Franco “El Gorila” Jadiel                            | Maratón de Reggaetón III |
| 30 de octubre de 2009       | Faith No More Sepultura Fiskales Ad-Hok                                | The Second Coming Tour |
| 30 de abril de 2010         | Ricardo Arjona                                                         | Concierto benéfico para los damnificados del Terremoto de Chile de 2010 |
| 9 de octubre de 2010        | Wisin & Yandel                                                         | — |
| 10 de octubre de 2010       | Rage Against the Machine Suicidal Tendencies The Mars Volta            | — |
| 24 de octubre de 2010       | Green Day Attaque 77 BBS Paranoicos                                    | 21st Century Breakdown Tour |
| 11 de noviembre de 2010     | Black Eyed Peas                                                        | The E.N.D. World Tour |
| 25 de noviembre de 2010     | Rammstein                                                              | Liebe ist für alle da Tour |
| 5 de diciembre de 2010      | Faith No More Primus Monotonix Fulano                                  | The Second Coming Tour |
| 24 de febrero de 2011       | Aventura                                                               | — |
| 15 de abril de 2011         | Inti-Illimani Illapu Nano Stern Juana Fe Manuel García                 | Festival Vivas voces |
| 7 de octubre de 2011        | System of a Down Libra                                                 | Reunion Tour |
| 26 de noviembre de 2011     | Maná                                                                   | Drama y Luz World Tour |
| 7 de diciembre de 2012      | Los Fabulosos Cadillacs                                                | — |
| 24 de noviembre de 2013     | Mike Patton Ennio Morricone                                            | Mondo Cane |
| 12 de diciembre de 2015     | Cultura Profética Method Man Charly Black Alika Portavoz Bubaseta      | W Festival |
| 22 de abril de 2017         | Frontera Festival                                                      | — |
| 12 de noviembre de 2017     | Green Day The Interrupters                                             | Revolution Radio Tour |
| 6 de octubre de 2019        | Slayer Anthrax Kreator Pentagram Chile                                 | Santiago Gets Louder |
| 16 de febrero de 2020       | La Polla Records Flema Los Peores de Chile                             | Durante el concierto de los españoles, apenas más allá del transcurso de la media hora, el espectáculo tuvo que ser cancelado por la invasión del público al escenario; que luego derivó en disturbios al interior y exterior del estadio. |
| 22 de febrero de 2020       | Redimi2 Evan Craft Grupo Barak                                         | Jesus Music Live |
| 28 de febrero de 2020       | Maroon 5                                                               | 2020 Tour |
| 4 y 5 de marzo de 2020      | Backstreet Boys                                                        | DNA World Tour |
| 16 de septiembre de 2022    | Dua Lipa                                                               | Future Nostalgia Tour |
| 1 de diciembre de 2022      | Harry Styles                                                           | Love on Tour |
| 3 de marzo de 2023          | Mötley Crüe Def Leppard                                                | The World Tour |
| 7 de marzo de 2023          | Imagine Dragons                                                        | Mercury Tour |
| 29 de agosto de 2023        | Post Malone                                                            | If Y'all Weren't Here, I'd Be Crying Tour |
| 15 y 16 de octubre de 2023  | The Weeknd                                                             | After Hours til Dawn Stadium Tour |
| 27 de octubre de 2023       | Måneskin                                                               | Rush! World Tour |
| 5 de noviembre de 2023      | Prince Royce Joe Vasconcellos Inti Illimani Histórico Pascuala Ilabaca | Ceremonia clausura de los Juegos Pananamericanos de 2023 |
| 9 y 10 de diciembre de 2023 | Ricardo Arjona                                                         | Blanco y negro Tour |
| 23 de abril de 2024         | Jonas Brothers                                                         | Jonas Brothers: Five Albums. One Night. The World Tour |
| 24 de mayo de 2024          | Louis Tomlinson                                                        | Faith in the Future World Tour |
| 7 de septiembre de 2024     | Travis Scott                                                           | Circus Maximus Tour |
| 5 de octubre de 2024        | Morat                                                                  | Antes De Que Amanezca |
| 8 de noviembre de 2024      | Young Cister                                                           | El Primer Estadio |
| 19 de enero de 2025         | Twenty One Pilots                                                      | The Clancy World Tour |
| 27 y 28 de marzo de 2025    | Stray Kids                                                             | DominATE World Tour |
| 9 de agosto de 2025         | Emilia Mernes                                                          | Emilia Tour 2025 |
| 6 de septiembre de 2025     | Katy Perry                                                             | The Lifetimes Tour |

### Ceremonias
| Predecesor: Estadio Lokomotiv Rusia 2006 | Sede de la final de la Copa Mundial Femenina de Fútbol Sub-20 Chile 2008 | Sucesor: SchücoArena Alemania 2010 |